# Diastema kalbreyeri
Diastema kalbreyeri är en tvåhjärtbladig växtart som beskrevs av Karl Fritsch. Diastema kalbreyeri ingår i släktet Diastema och familjen Gesneriaceae. Inga underarter finns listade i Catalogue of Life.